# منزل وسيط

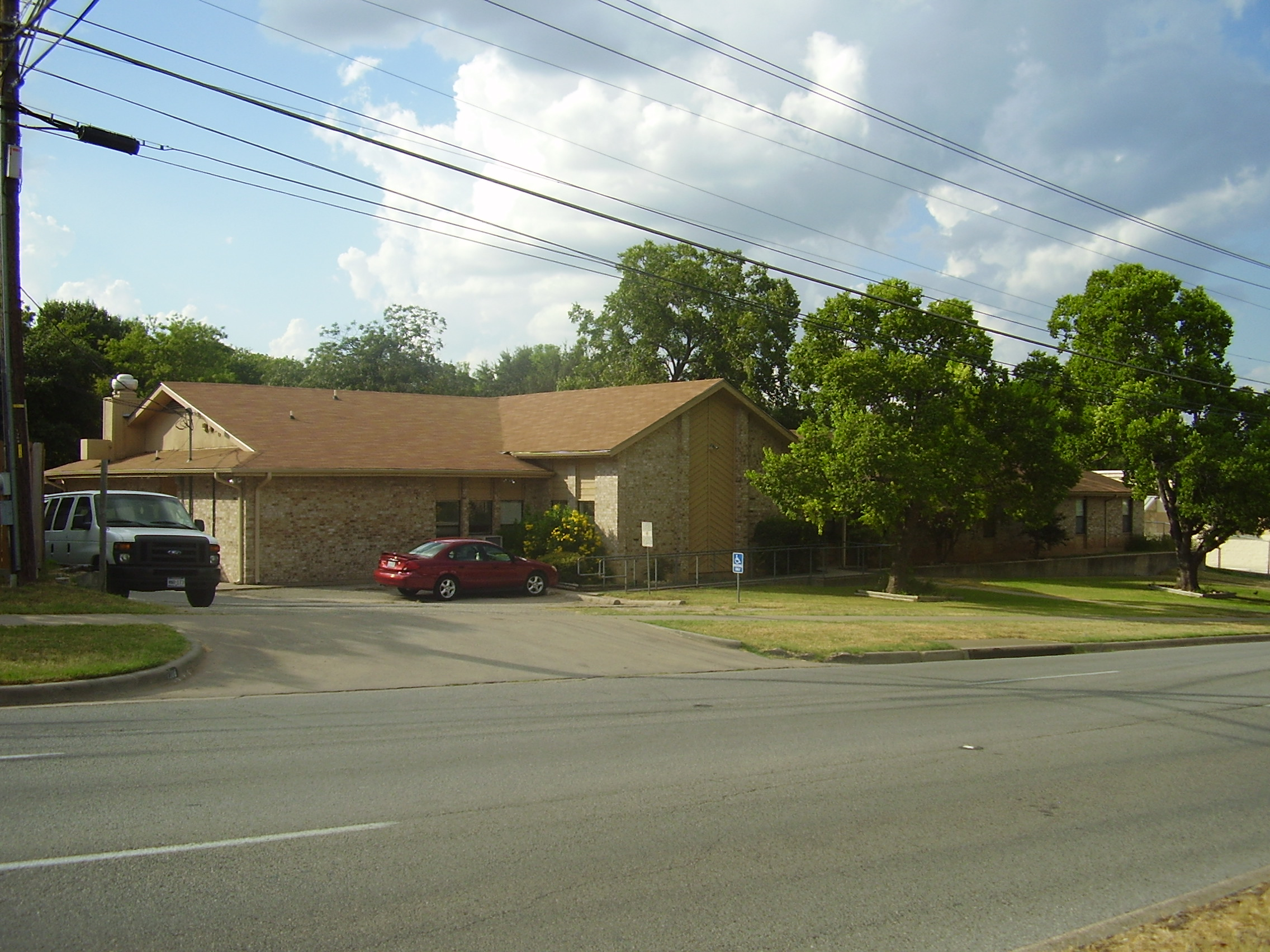
The Turman Halfway House ، وهو عبارة عن وزارة قضاء الأحداث في تكساس في منتصف الطريق في أوستن ، تكساس ، الولايات المتحدة الأمريكية.

النُّزُل الوسيط أو المنزل الوسيط أو المنزل الانتقالي هو معهد للأشخاص ذوي ظلال الإجرامية أو اضطراب تعاطي المخدرات لتعلم وإعادة تعلم المهارات اللازمة لإعادة الاندماج في المجتمع وتقديم دعم ورعاية أفضل لأنفسهم.
إضافة إلى كونها بمثابة موقع سكني، تقدم منازل في منتصف الطريق خدمات اجتماعية وطبية ونفسية وتعليمية وغيرها من الخدمات الأخرى. ينطبق عليها اسم «منازل متوسطة المدى» لكونها متواجدة في منتصف الطريق بين العيش المستقل تمامًا والمرضى الداخليين ومرافق الرعاية الصحية، حيث يتم تقييد سلوك السكان وحرياتهم بشدة.
استخدم هذا التعريف في الولايات المتحدة منذ على الأقل حركة الاعتدال في أربعينيات القرن التاسع عشر.

## أنواع
يقع السكن المتوسط في الولايات المتحدة عمومًا في أحد نموذجين. في أحد النماذج، عند القبول، يتم تصنيف المرضى حسب نوع الإعاقة والقدرة على إعادة الاندماج والمدة الزمنية المتوقعة للقيام بذلك. يتم وضعهم في مهجع مفتوح للمثليين يشبه التدريب الأساسي العسكري في الخليج، حيث يواجه 50 إلى 100 مقيم مماثل نفس الشيء في نفس الوقت في بيئة تشبه الصالة الرياضية. إذا كان من الممكن تقليل الاعتماد على خدمات الدعم، فإن عدد سيتم تخفيض عدد أعضاء السكن وقد يكون المريض واحدًا أو اثنين في المراحل النهائية قبل الانتقال إلى شقته الخاصة. الحجرة.
يعكس نموذج اخر هذا. يتم القبول على المرضى الجدد في غرف وحدانية تقدم خدمات وبرمجة وحدانية. عندما تصبح أكثر استقلالية، وبحلول الوقت الذي يغادر فيه المريض مساكن الطلاب تصبح أكبر، ينتقلون للعيش في مسكن مكون من 50-100 شخص الموصوف أعلاه.
يتم استخدام النموذجين ذاتهم للمجرمين المدانين لبدء عملية إعادة الاندماج مع المجتمع، مع الاستمرار في توفير المراقبة والدعم؛ يُعتقد عمومًا أن هذا يقلل من خطر العودة إلى الإجرام أو الانتكاس عند مقارنته بالإفراج مباشرة في المجتمع. الأنزال الوسيطة مخصصة لإعادة دمج الأشخاص الذين أطلق سراحهم مؤخرًا من السجن أو بشكل مستمر  إضفاء الطابع المؤسسي العقلي.

## مشاكل التعريف

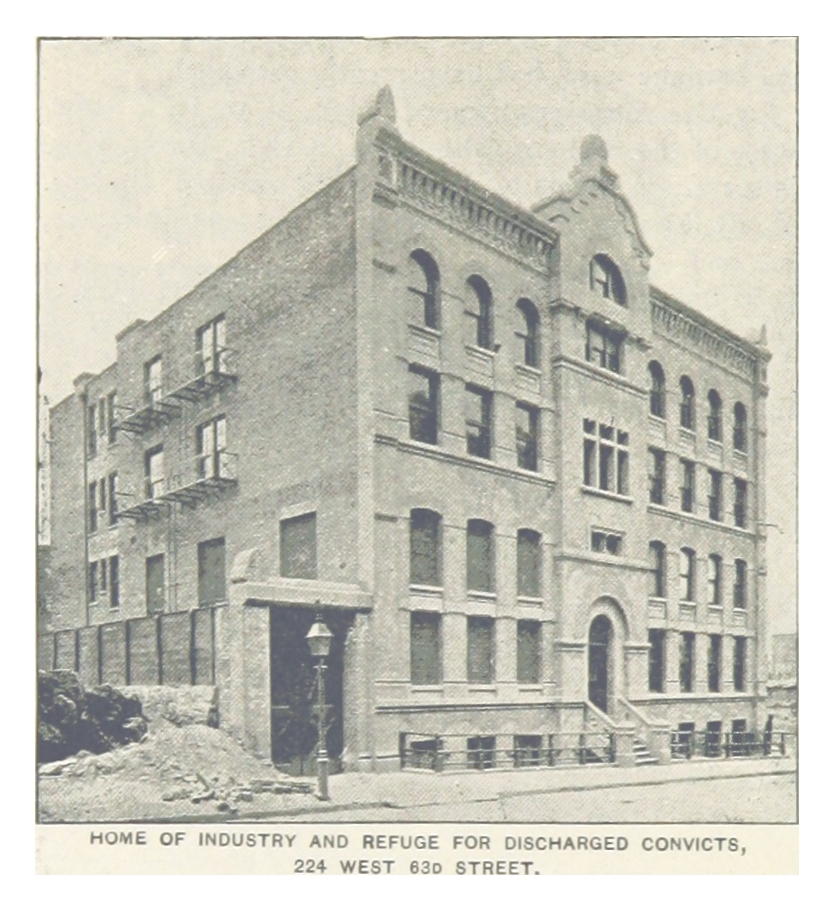
منزل الصناعة واللاجئين للمحكوم عليهم المفصولين ، مدينة نيويورك في تسعينيات القرن التاسع عشر

هناك العديد من الأنواع المختلفة من منازل نصف الطريق. منها المدعوم من قبل الدولة، في نفس الوقت الجزء الآخر (بشكل عام دور التعافي من الإدمان ومنازل الأمراض العقلية) تتتم ادارتها من خلال كيانات «هادفة للربح». في علم الإجرام، يعتبر الهدف من النزل الوسيط بشكل عام هو السماح للأشخاص بالبدء في عملية إعادة الاندماج مع المجتمع، مع الاستمرار في توفير المراقبة والدعم. كثيرا ما يُعتقد أن هذا النوع من ترتيبات المعيشة يقوم بتقليل من خطر العودة إلى الإجرام أو الانتكاس عندما تتم مقارنته بالإفراج المباشر مباشرة في المجتمع.
معظم المساكن المؤقتة مخصصة لمن أطلق سراحهم مؤخرًا من السجن أو لإعادة دمجهم من السجن. يستهدف بعضها الأشخاص الذين يعانون من اضطرابات عقلية مزمنة. البعض الآخر مخصص للأشخاص الذين يعانون من مشاكل تعاطي المخدرات ويشار إليهم عادة باسم منازل المعيشة الرصينة. يمكن تحديد وضع الدولة للمجرم السابق في «معسكر منتصف الطريق» بعد صدور حكم بالسجن كجزء من حكم القاضي أو من خلال توصية ضابط السجن. يمكن للقاضي أو المدعي العام أن يقرر إصدار حكم مباشر إلى المؤسسات الوسيطة بدلاً من السجن.

## الاختلافات الوطنية

### الولايات المتحدة
تميز غالبية البرامج الأمريكية بين الأنزال الوسيطة ومنازل الرصانة / الاسترداد. لدى Midway House برنامج علاج إعادة تأهيل نشط يعمل على مدار اليوم، حيث يتلقى المقيمون استشارات فردية وجماعية مكثفة حول تعاطي المخدرات، وإنشاء شبكة دعم رصانة، وتأمين وظائف جديدة، والعثور على سكن جديد. يقيم المقيمون لمدة 1-6 أشهر.
غالبًا ما يُطلب من سكان المساكن التي تم الإفراج عنها من العمل دفع إيجارهم على «مقياس تدريجي» اعتمادًا على ما إذا كانوا قادرين على العثور على عمل أثناء إقامتهم. قد يتم تغطية إقامة المقيم من خلال التأمين الصحي. قد تكون الإقامة في مرفق إعادة التأهيل أيضًا شرطًا للحكم. يجب على السكان عمومًا أن يظلوا يقظين وأن يتبعوا برامج التعافي.
في مناطق معينة، تختلف المنازل في منتصف الطريق كثيرًا عن منازل الانتعاش والمنازل الرصينة. في هذه المناطق، ميدواي هاوس للأدوية والكحول مرخصة من قبل وزارة الصحة ويعمل بها 24 ساعة في اليوم. يشمل هذا الطاقم فريق الرعاية السريرية.

### المملكة المتحدة
في المملكة المتحدة، يمكن أن يشير مصطلح «نصف منزل» إلى الأماكن التي يعيش فيها المرضى عقليًا وضحايا إساءة معاملة الأطفال والأيتام والمراهقين الهاربين. تدار من قبل المنظمات الخيرية مثل الكنائس الأخرى والمجموعات المجتمعية. يسمى محل إقامة الجاني المفرج عنه بكفالة دار الكفالة، ويسمى السكن الذي يديره ضابط السلوك بعد الإفراج بالمبنى المعتمد. ومع ذلك، فإن عبارة halfway house تشير عادةً إلى الجمع بين وظيفتين أخريين، مثل حل مشكلة بناءً على فكرتين.

### كندا
في كندا، غالبًا ما يشار إلى الإسكان الجزئي على أنه مؤسسات الإسكان المتعدد. تعريف وزارة الإصلاح الكندية لمنزل ميدواي مشابه للتعريف الأمريكي الشائع لمنزل واحد.

## سلامة البرمجة
فيما يتعلق بسلامة البرمجة، النتائج مختلطة فيما يتعلق بقدرة السكن المؤقت على الحد من العودة إلى الإجرام والمساعدة في التعافي من الإدمان. بحث بعض علماء الإجرام عن مؤسسات منزلية نصف مخبوزة توفر السكن للمجرمين منخفضي الخطورة بعد إضفاء الطابع المؤسسي عليها. يعد فحص المخاطر للمقيمين أمرًا ضروريًا لحماية سلامة المرافق والمجتمع.

## تأثير NIMBY
غالبًا ما تكون هناك معارضة من الأحياء تحاول الأنزال الوسيطة العثور عليها. تشير أدبيات العدالة الاجتماعية إلى وجود علاقة بين التوطين في منتصف المنزل وظاهرة NIMBY (وليس الفناء الخلفي). قد يكون لدى بعض المجتمعات / المناطق القدرة على التأثير على التشريعات السياسية من خلال التضامن السياسي، بينما قد لا يكون لدى البعض الآخر، وقد تم التأكيد على أن الناس يشعرون ببساطة بالتوتر عندما يكون منزلهم في مكان قريب. يقول البعض إن وجود مساكن مؤقتة يمكن أن يشكل خطرًا حقيقيًا على سلامة المجتمعات. تشير دراسة أجرتها NIMBY إلى أن مقاومة الحي للتنسيب قد تكون مرتبطة بالتحيزات الطبقية حول المذنبين السابقين ومدمني المخدرات. يجادل Kraft and Clary (1991) بأن رد NIMBY قد يكون مرتبطًا بعدم الثقة في الرعاية الحكومية.

## اقتباسات
1. ↑  مصطلحات إدارة المستشفيات (بالعربية والإنجليزية). الإسكندرية: منظمة الصحة العالمية. 1990. ص. 19. ISBN:978-92-9021-114-3. OCLC:4769937767. QID:Q112634854.
2. ↑  محمد هيثم الخياط (2009). المعجم الطبي الموحد: إنكليزي - فرنسي - عربي (بالعربية والإنجليزية والفرنسية) (ط. الرابعة). بيروت: مكتبة لبنان ناشرون، منظمة الصحة العالمية. ص. 415. ISBN:978-9953-86-482-2. OCLC:978161740. QID:Q113466993.
3. ↑  محمد هيثم الخياط (2009). المعجم الطبي الموحد: إنكليزي - فرنسي - عربي (بالعربية والإنجليزية والفرنسية) (ط. الرابعة). بيروت: مكتبة لبنان ناشرون، منظمة الصحة العالمية. ص. 938. ISBN:978-9953-86-482-2. OCLC:978161740. QID:Q113466993.
4. ↑  George Henderson (editor). Teetotaler, Volumes 1-2, 1841, p. 91 نسخة محفوظة 2022-11-01 على موقع واي باك مشين.
5. ↑  Piat 2000.
6. ↑  Cowan 2003.
7. ↑  Lowenkamp, Latessa & Holsinger 2006.
8. ↑  Kilburn & Costanza 2011.